# Nils Stenqvist (militär)

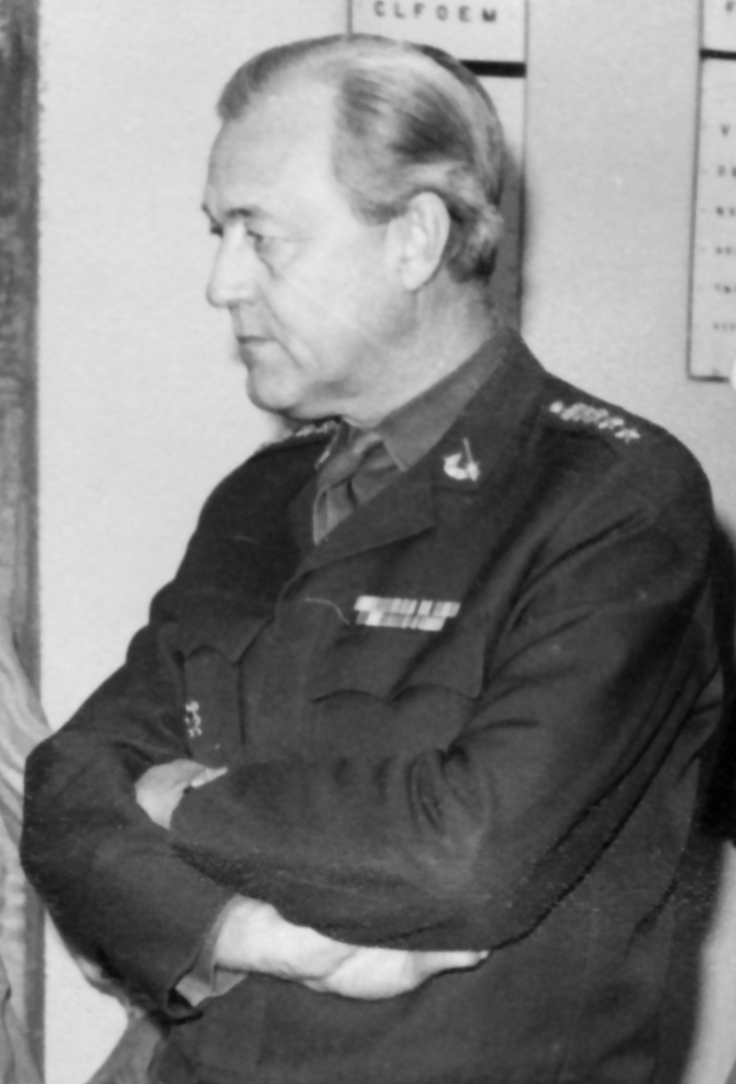
Nils Stenqvist, 1978.

Nils Helge Stenqvist, född 23 december 1919 i Lund, död 27 november 1991 i Floda i Södermanlands län, var en svensk militär.

## Biografi
Stenqvist avlade studentexamen i Södertälje 1939 och officersexamen 1942. Han blev fänrik vid Skånska pansarregementet (P 2) 1942, löjtnant 1944 och kapten i pansartrupperna 1952. Stenqvist studerade vid Krigshögskolan 1952–1954 och blev kapten i generalstabskåren 1957. Han blev militärassistent vid överstyrelsen för ekonomisk försvarsberedskap 1962. Stenqvist genomgick Försvarshögskolan samma år. Han blev major i generalstabskåren 1960 och överstelöjtnant där 1964, vid Gotlands regemente (P 18) 1966. Stenqvist var chef för FN-avdelningen i arméstaben 1966–1971. Han blev överste 1967 och var chef för Gotlands regemente (P 18) 1971–1976. Stenqvist utnämndes till överste av första graden och var chef för Södermanlands regemente (P 10) och befälhavare i Södermanlands försvarsområde (Fo 43) 1976–1979. Han var även chef för svenska delegationen vid Neutrala nationernas övervakningskommission i Korea 1979.
Nils Stenqvist var son till kyrkoherde Helge Stenqvist och Jensine Jansson. Han gifte sig första gången 1945 med Inger Bergh (1926–1976), dotter till bankkamrer Thor Bergh och Karin Asp. Han gifte sig andra gången 1979 med Birgitta Zetterquist (född 1930), dotter till kyrkoherde Torsten Zetterquist och Margareta Åhlin. Nils Stenqvist och första hustrun är begravna på Sankt Pauli norra kyrkogård i Malmö.

## Utmärkelser
- Riddare av Svärdsorden, 1961.[6]
- Kommendör av Svärdsorden, 5 juni 1971.[7]
- Kommendör av första klass av Svärdsorden, 3 december 1974.[8]